# Saverio Del Giudice
Saverio Del Giudice (Chieti, 27 novembre 1684 – Chieti, 1764) è stato uno storico e poeta italiano.

## Biografia
Appartenente alla nobiltà teatina, nacque da Giovan Battista e Virginia Marony Montagnes (nobile spagnola). 
Studiò a Roma nel Collegio Clementino.

Come poeta fu vice custode della Colonia Tegea col nome di Olasco Panacheo. 
La Colonia dell'Accademia dell'Arcadia romana venne fondata il 7 marzo 1720 da Federico Valignani e un gruppo di notabili teatini, con il motto: Matris nomina servat.
Come storico si conserva presso la Biblioteca Provinciale di Chieti il suo manoscritto “ Memorie istoriche antiche, moderne, sacre e profane, dei popoli Marrucini e di Chieti loro Metropoli “. 
Il volume è diviso in tre parti : Chieti antica, Chieti moderna, Chieti sacra.